# Алас Пурво
Алас Пурво (індон. Alas Purwo) — національний парк, розташований у східній частині острова Ява, Індонезія. Назва парку буквально означає «перший ліс» або «стародавній ліс». За яванською легендою, саме тут земля вперше піднялася з океану.

## Географія
Парк Алас Пурво є одним з найбільших заповідників Індонезії, його площа становить 434.20 км². Парк складається з мангрових заростей, савани, мусонних лісів і пляжів. Пляж Пленгкунг популярний серед серфінгістів всього світу. На території парку є гора Лінггаманіс висотою 322 метри.

## Флора та фауна
Дика природа представлена в різних місцях парку. Теплий тропічний клімат місцевості сприяє росту буйної рослинності. Тут росте Terminalia catappa, Calophyllum inophyllum, Sterculia foetida, Barringtonia asiatica і Manilkara kauki.
Також парк є охоронною територією для таких рідкісних тварин як бантенг, червоний гірський вовк, лутунг посріблений, зелений павич, банківський півень, оливкова черепаха, бісса та зелена черепаха.